# Pollakisurie
Als Pollakisurie (von altgriechisch πολλάκις pollakis, deutsch ‚oftmals‘) bezeichnet man häufiges Wasserlassen in kleinen Mengen. Die ausgeschiedene Gesamtmenge des Urins ist dabei nicht erhöht. Die Pollakisurie ist ein häufiges Symptom von Erkrankungen des Harntraktes. Früher sprach man auch von einer Sychnurie.
Die Häufigkeit der täglichen Einzelmiktionen (in 24 Stunden) ist die Summe aus der Anzahl der Miktionen in den Tagesstunden und der Anzahl der Miktionen in den Nachtstunden. Mitunter hört man hier die Begriffe Miktionstagesfrequenz (Diurie) und Miktionsnachtfrequenz (Nykturie).

## Ursachen
Eine Pollakisurie kann ausgelöst werden durch:
- Infektionen der ableitenden Harnwege, wie Blasenentzündung, eine Nierenbeckenentzündung oder eine Prostataentzündung,
- eine Verminderung der Blasenkapazität durch Prostata- oder Blasentumore bzw.
- Dauerkatheterisierung,
- eine überaktive Blase (Reizblase),
- Stresssituationen,
- eine Schwangerschaft.

Nicht verwechseln sollte man die Pollakisurie mit der Harninkontinenz bei chronischer Abflussstörung der Blase, welche bei einer Auslassbehinderung der Harnblase auftreten kann, zum Beispiel bei der gutartigen Prostatavergrößerung. Im Gegensatz zur Pollakisurie ist dort die Blase chronisch mit einer schwankenden Menge an Restharn wegen unzureichender Entleerung gefüllt, und es kommt zu einem passiven Verlust kleiner Urinmengen.